# Ophiorrhiza ridleyi
Ophiorrhiza ridleyi är en måreväxtart som beskrevs av Elmer Drew Merrill. Ophiorrhiza ridleyi ingår i släktet Ophiorrhiza och familjen måreväxter.
Artens utbredningsområde är Sumatera. Inga underarter finns listade i Catalogue of Life.